# Combretum lineare
Combretum lineare är en tvåhjärtbladig växtart som beskrevs av Ronald William John Keay. Combretum lineare ingår i släktet Combretum och familjen Combretaceae. Inga underarter finns listade i Catalogue of Life.